# Callochiton sublaevis
Callochiton sublaevis is een keverslakkensoort uit de familie van de Callochitonidae. De wetenschappelijke naam van de soort is voor het eerst geldig gepubliceerd in 1903 door Sykes.